# Caeciri
Caeciri (łac. Diocesis Caeciritanus) – stolica historycznej diecezji w Cesarstwie rzymskim w prowincji Afryka Prokonsularna, sufragania metropolii Kartagina. Współcześnie w Tunezji. Obecnie katolickie biskupstwo tytularne.

## Biskupi tytularni
| Lp. | Biskup                                      | Funkcja                                          | Od               | Do               |
| --- | ------------------------------------------- | ------------------------------------------------ | ---------------- | ---------------- |
| 1   | Celestin Ibáñez y Aparicio                  | emerytowany biskup Yan’an (Chiny)                | 13 stycznia 1949 | 18 sierpnia 1951 |
| 2   | Ramón Masnou Boixeda                        | biskup pomocniczy Vic (Hiszpania)                | 15 sierpnia 1952 | 2 grudnia 1955   |
| 3   | Adolfo Servando Tortolo                     | biskup pomocniczy Parany (Argentyna)             | 5 czerwca 1956   | 11 lutego 1960   |
| 4   | José Maximino Eusebio Domínguez y Rodríguez | biskup pomocniczy Hawany (Kuba)                  | 31 marca 1960    | 18 lipca 1961    |
| 5   | Marcos McGrath                              | biskup pomocniczy Panamy (Panama)                | 8 sierpnia 1961  | 3 marca 1964     |
| 6   | Eduardo Francisco Pironio                   | biskup pomocniczy La Platy (Argentyna)           | 24 marca 1964    | 19 kwietnia 1972 |
| 7   | Heraldo Camilo Barotto                      | biskup pomocniczy Rosario (Argentyna)            | 30 stycznia 1973 | 12 sierpnia 1983 |
| 8   | Elmer Osmar Ramón Miani                     | biskup pomocniczy Kordoby (Argentyna)            | 7 listopada 1983 | 19 grudnia 1989  |
| 9   | Ubaldo Santana                              | biskup pomocniczy Caracas (Wenezuela)            | 4 kwietnia 1990  | 2 maja 1991      |
| 10  | Rubén Oscar Frassia                         | biskup pomocniczy Buenos Aires (Argentyna)       | 26 lutego 1992   | 22 lipca 1993    |
| 11  | Miklós Beer                                 | biskup pomocniczy Ostrzyhomia-Budapesztu (Węgry) | 8 kwietnia 2000  | 27 maja 2003     |
| 12  | Antonio Arcari                              | nuncjusz apostolski                              | 18 lipca 2003    |                  |